# 127. peruť RAF
127. peruť (anglicky No. 127 Squadron) je bývalá peruť Royal Flying Corps a Royal Air Force Spojeného království.

## Dějiny
127. peruť vznikla 1. února 1918 jako denní bombardovací útvar, ale byla rozpuštěna již 4. července 1918, ještě předtím než se stala operační.
29. června 1941 bylo označení 127. peruť přiděleno odřadu čtyř Gladiatorů a čtyř Hurricanů dislokovanému na základně Haditha v Iráku. Během obsazování Sýrie Brity tato jednotka prováděla stíhací a průzkumné lety až do 12. července 1941, kdy byla přeznačena na 261. peruť RAF.
127. peruť byla reformována v Kasfareet ze skupiny pozemního personálu 249. peruti, a působila jako údržbářská a opravárenská jednotka až do března 1942, kdy opět obdržela výzbroj Hurricanů. Od června 1942 byla peruť nasazena ve stíhacích operacích v Západní poušti a v září odtud byla stažena k plnění úkolů protivzdušné obrany Egypta.
V dubnu 1944 byla peruť přeložena do Spojeného království a 23. dubna reaktivována na základně RAF North Weald. 19. května 1944 zahájila se Spitfiry Mk. IX stíhací-bombardovací operace a v srpnu 1944 se přesunula do Francie, kde v nich pokračovala až do svého rozpuštění 30. dubna 1945.